# Neobisium elegans
Neobisium elegans är en spindeldjursart som beskrevs av Beier 1939. Neobisium elegans ingår i släktet Neobisium och familjen helplåtklokrypare. Inga underarter finns listade i Catalogue of Life.